# Institut national de la boulangerie pâtisserie
 (février 2021).
L'Institut national de la boulangerie pâtisserie (INBP), situé à Rouen en Normandie, est un organisme de formation et de conseil à destination du secteur artisanal, connu comme référence. Depuis 1974, son année de création par la Confédération nationale de la boulangerie-pâtisserie française, cet institut affirme sa notoriété en France et aussi à l’international.

## Activités et missions de la Fondation
L’INBP a pour cœur de métier la formation, le conseil, le perfectionnement et l’accompagnement des boulangers-pâtissiers - artisans chefs d’entreprise et salariés - et des personnels de vente tout au long de leur carrière. Il forme aussi les adultes en reconversion professionnelle, les investisseurs, les enseignants, les groupements professionnels et tout autre acteur du secteur, tels que meuniers et autres fournisseurs.
« Plus qu’une école, un institut ! » : son slogan indique qu’au-delà, il est l’ambassadeur de la filière, promouvant les savoir-faire artisanaux, les produits maison et l’esprit de la profession au travers d’événements, de conférences ou salons, et de livres et publications. Il accueille, en qualité de centre technique, des concours prestigieux tels que celui d’un des Meilleurs Ouvriers de France.
Dès 1993, l’INBP recevait du ministère des PME, du Commerce et de l’Artisanat un premier label Pôle d’innovation attestant sa contribution à la recherche et au développement de solutions nouvelles pour mieux répondre aux mutations des métiers de la boulangerie-pâtisserie et du secteur. À ce titre, l’INBP est devenu l’interlocuteur de grandes institutions et centres de recherche.

## Pédagogie
La signature INBP est faite d’une équipe pédagogique experte, de contenus de programmes reconnus pour leur qualité, de progressions pédagogiques efficaces, de rythmes soutenus et d’un juste équilibre entre pratique et éclairage théorique, sur fond de convivialité et proximité.
Les taux de réussite aux examens sont remarquables (par exemple de 98 à 100 % au CAP).
L’INBP a été pionnier dans l’offre de formation intensive pour les adultes en reconversion professionnelle (dès 1978), et a créé ce qui est aujourd’hui le premier centre de ressources documentaires spécialisé du secteur.
L’INBP est qualifié ISQ-OPQF en 2018 et certifié QUALIOPI en 2021.

## Offre de formation et de conseil
L’offre INBP concerne principalement le diplômant ou certifiant, le perfectionnement et l’initiation.

### Formation diplômante ou certifiante
- Spécial reconversion : préparation en 4 mois et demi au CAP (diplôme de niveau 3) de boulangerie, de pâtisserie, ou confiseur-chocolatier, suivie d’un stage en entreprise.
- Pour les professionnels : préparation en 6 mois au Brevet de maîtrise (titre de niveau 5) de boulangerie ou pâtisserie.
- Pour les professionnels : préparation en 2 mois au CQP tourier.

### Perfectionnement
- Stages spécialisés de 3 jours en boulangerie, pâtisserie, snacking, vente, réglementation, hygiène ou management aidant les professionnels à optimiser leurs pratiques et à renouveler et diversifier leur production.
- Journées de formation dispensées directement en entreprise.

### Initiation
- Sessions de 1 à 2 semaines en boulangerie, pâtisserie, chocolaterie-confiserie, glacerie et snacking.

### Sur mesure
- Formations personnalisées à la demande.

### Conseil, service, ingénierie
- Assistance technique, audit, aide à l’implantation, au développement, conformité réglementaire, ingénierie pédagogique…

## Anciens élèves
Des grands noms de la profession, dont de nombreux Meilleurs Ouvriers de France classe boulangerie, sont passés par l’INBP en tant que stagiaires de la formation, avant d’y devenir formateurs pour certains.
Des anciens de l’INBP sont souvent médiatisés, notamment dans des reportages consacrés aux concours ou des émissions telles que La Meilleure Boulangerie de France.
Des milliers de stagiaires fréquentent l’INBP chaque année ; les internationaux représentent environ 20 % d’entre eux.

## Apprentissage au CFA BPF
L’INBP héberge et gère le CFA BPF créé en 1996, un lieu qui conjugue enseignement, passion de l’artisanat et dépassement de soi. Sa volonté est de favoriser l’épanouissement des jeunes et leur apprendre à faire cohésion.
Ce centre de formation d’apprentis de la boulangerie pâtisserie française est unique en France, par son recrutement post-bac. Après le lycée voire des études supérieures, il est encore temps d’orienter et d’accueillir les jeunes dans les métiers de la boulangerie et de la pâtisserie, car des perspectives concrètes les y attendent.

## Publications
- Guy Boulet, Boulangers artisans de demain : l'hypothétique mariage de la tradition et du progrès, Rouen, Institut national de la boulangerie-pâtisserie, 1992, 154 p. (ISBN 2738413668).
- Institut national de la boulangerie pâtisserie, Les croc'midi : chaussons, feuilletés, pizzas, quiches, tartes, tartelettes, tourtes, salades, autres croc'midi, Les Lilas, Jérôme Villette, 1999, 144 p. (ISBN 9782865470457).
- Thierry Dany, Petits pains et viennoiseries des quatre saisons, Rouen, Institut national de la boulangerie-pâtisserie, 2002, 111 p. (ISBN 9782950782717).
- Institut national de la boulangerie pâtisserie, Cakes salés et sucrés des trois chefs, Les Lilas, Jérôme Villette, 2003, 140 p. (ISBN 9782865470600).
- Institut national de la boulangerie pâtisserie, Sandwichs et pains du monde, Les Lilas, Jérôme Villette, 2004, 144 p. (ISBN 9782865470624).
- Institut national de la boulangerie pâtisserie, Pâtisseries, viennoiseries : créations des 4 chefs de l'INBP : mention complémentaire, pâtisserie boulangère, Les Lilas, Jérôme Villette, 2006, 140 p. (ISBN 9782865470709).
- Institut national de la boulangerie pâtisserie, Le goût retrouvé du pain, Les Lilas, Jérôme Villette, 2006, 95 p. (ISBN 9782865470730).
- Institut national de la boulangerie pâtisserie, Ils vont aimer ! : boulangerie, snacking, pâtisserie, Les Lilas, Jérôme Villette, 2011, 146 p. (ISBN 9782865470914).